# 利米纳
利米纳（義大利語：Limina），是意大利西西里大区墨西拿廣域市的一个市镇。总面积9平方公里，人口916人，人口密度101.8人/平方公里（2009年）。ISTAT代码为083040。